# Struthanthus cassythoides
Struthanthus cassythoides är en tvåhjärtbladig växtart som beskrevs av Charles Frederick Millspaugh och Standley. Struthanthus cassythoides ingår i släktet Struthanthus och familjen Loranthaceae. Inga underarter finns listade i Catalogue of Life.